# ローラの傷だらけ
「ローラの傷だらけ」（ローラのきずだらけ）は、ゴールデンボンバーの15枚目のシングル。2014年8月20日にスクーデリア・ユークリッド（Zany Zapレーベル）より発売された。

## 解説
前作「101回目の呪い」から7ヶ月ぶりのシングル。タイトルは西城秀樹のシングル「傷だらけのローラ」をもじったもの。c/w曲「片想いでいい」は、2013年に発表された楽曲で、三和酒類「いいちこ日田全麹」CMソング。レコーディングには村上"PONTA"秀一、根岸孝旨、落合徹也らが参加。また、メンバーが出演したCMも放送された。
表題曲の「ローラの傷だらけ」にはMVが制作され、YouTubeにてフルバージョンで公開。MVには宮河マヤが出演している。なお、タイアップの都合上、カラオケの配信はJOYSOUNDが大きく先行し、DAMの配信は遅かった。
鬼龍院翔が「最近の音楽CDは複数のバージョンや特典によって消費されている」という考えから構想していた「音楽だけを売る」に特化した結果、これまでのシングルとは大きく違う点がいくつかある。
- ジャケット・CDが真っ白
- 通常盤の1形態のみ
- 特典が一切ない

こういった点から、カップリング曲が収録されているのにもかかわらず、「白い」の語呂合わせで本体価格461円（税別）となっている。

## 収録曲
| 全作詞・作曲: 鬼龍院翔、全編曲: tatsuo・鬼龍院翔(#1、#4)、tatsuo・鬼龍院翔・弦一徹(#2、#5)、tatsuo・鬼龍院翔・本間将人(#3、#6)。 |                                                        |          |            |      |
| # | タイトル                                               | 作詞     | 作曲・編曲 | 時間 |
| 1. | 「ローラの傷だらけ」(JOYSOUNDタイアップソング)         | 鬼龍院翔 | 鬼龍院翔   | 4:04 |
| 2. | 「片想いでいい」(三和酒類「いいちこ日田全麹」CMソング) | 鬼龍院翔 | 鬼龍院翔   | 5:52 |
| 3. | 「愛について」                                         | 鬼龍院翔 | 鬼龍院翔   | 2:53 |
| 4. | 「ローラの傷だらけ (オリジナル・カラオケ)」            | 鬼龍院翔 | 鬼龍院翔   | 4:03 |
| 5. | 「片想いでいい (オリジナル・カラオケ)」                | 鬼龍院翔 | 鬼龍院翔   | 5:52 |
| 6. | 「愛について (オリジナル・カラオケ)」                  | 鬼龍院翔 | 鬼龍院翔   | 2:50 |
| 合計時間: | 合計時間:                                              | 24:14    |            |      |

## チャート成績

### 売上
2014年9月1日付のオリコン週間チャートでは、初登場で「THE REVOLUTION」（EXILE TRIBE）に続く2位にランクインした。初動売上枚数は約4.3万枚となり、前作「101回目の呪い」（約15.8万枚、初回盤2種+通常盤1種）の3分の1以下に落ち込んだ。これに対し、鬼龍院は「僕たちのCDの売り上げ枚数でいうと音楽は特典に勝てない」「今回このように売ったことで特典に埋れていた音楽と僕もみんなも向き合うことができた」「音楽の力を感じることができてよかった」とブログで語っている。

### 全て初登場順位
- オリコンシングルウィークリーランキング　2位
- サウンドスキャンジャパン週間シングルランキング　1位
- SUPER HITS PERFECT RANKING 50　2位
- SUPER HITS SINGLE RANKING　1位
- Billboard Japan Hot100　2位
- M-ON! Countdown 100　2位

## 受賞
- この曲および前作「101回目の呪い」により、鬼龍院翔が「第56回日本レコード大賞」にて作曲賞を受賞した。

## 収録アルバム
- ノーミュージック・ノーウエポン (#1,#2)